# Dólmen da Orca
Der Dólmen da Orca (auch Lapa da Orca) liegt oberhalb des Rio Mondego im Dorf Fiães da Telha in der Gemeinde Oliveira do Conde, nahe der N 234 zwischen Carregal do Sal und Nelas, südlich von Viseu in der Região Centro in Portugal. Lapa oder Anta sind portugiesische Bezeichnungen, die dem internationalen Begriff Dolmen entsprechen.
Die Megalithanlage vom Typ Anta liegt auf einer Anhöhe in einer Kiefern- und Eukalyptuspflanzung. Der Dolmen da Orca wurde erstmals im Jahre 1895 ausgegraben und erneut in den Jahren 1986 und 1987 untersucht. Der Deckstein und der lange Gang mit dem Verschlussstein sind gut erhalten. Die Kammer ist Modell dafür, wie die Rückwand und damit die gesamte Kammer durch pfeilerartige Tragsteine rechts und links des Stirnsteins auf eine größere Breite gebracht wurden. An diese Tragsteine schließen sich, dachziegelförmig überlappend, je drei weitere Tragsteine an. Der Kammerverschlussstein ruht auf den beiden den Kammereingang bildenden niedrigeren Tragsteinen, die gemeinsam mit einem weiteren Joch eine Vorkammer bilden, an die sich der Gang anschließt. 
Die neueren Grabungen haben Anhaltspunkte für ein halbrundes Atrium vor dem Gang erbracht. An Funden sind besonders Keramik, Mikrolithen, Pfeilspitzen, Schieferperlen in Diskusform und ein Bronzedolch zu erwähnen. Letzterer sowie ein Teil der Keramik verweisen auf eine Nachnutzung der Anlage während der Bronzezeit.